# Tamer Bayoumi
Tamer Bayoumi (n. 12 aprilie 1982, Alexandria, Egipt) este un taekwondist egiptean, medaliat olimpic. A participat la două ediții ale Jocurilor Olimpice (2004, 2012) în care a câștigat o medalie de bronz.